# Parasuta nigriceps
Parasuta nigriceps е вид змия от семейство Аспидови (Elapidae). Видът не е застрашен от изчезване.

## Разпространение
Разпространен е в Австралия (Виктория, Западна Австралия, Нов Южен Уелс и Южна Австралия).